# Paulo Nunes
Arílson de Paula Nunes, detto Paulo Nunes (Pontalina, 30 ottobre 1971), è un ex calciatore brasiliano, di ruolo attaccante.

## Caratteristiche tecniche
Giocava come attaccante.

## Carriera

### Club
Soprannominato Diablo Loiro (Diavolo Biondo) per via del colore dei suoi capelli, Paulo Nunes crebbe calcisticamente nel settore giovanile del Flamengo, dove giocò da professionista tra il 1990 e il 1994.
Fece parte della generazione di giocatori usciti dalle giovanili della squadra di Gávea, tra cui Djalminha, Júnior Baiano, Marquinhos, Nélio e Marcelinho Carioca. Non ebbe un grande successo nel Flamengo, e, come altri suoi compagni di squadra, fece fortuna lontano dal Maracanã.
Nel 1995, lasciò il Flamengo e si trasferì al Grêmio, dove facendo coppia con Jardel, visse la fase migliore della sua carriera vincendo, due Campionati Gaúcho, una Coppa Libertadores, un campionato nazionale, una Recopa Sudamericana e una Copa do Brasil. Fu anche capocannoniere del Campeonato Brasileiro Série A 1996, con 16 reti, e della Copa do Brasil 1997, con 9 reti.
Le prestazioni con la maglia del Grêmio gli valsero la Bola de Prata, nel 1996, e la convocazione in nazionale.
Lasciò il Grêmio nel 1997, per giocare in Europa, nel Benfica; tuttavia diversi infortuni ne limitarono le prestazioni. Tornò in patria nel 1998, con il Palmeiras, altro club dove riscosse un discreto successo.
Con la maglia del Palmeiras, Paulo Nunes vinse una Copa do Brasil, la terza della sua carriera, una Coppa Mercosur e la Coppa Libertadores 1999.
La seconda esperienza con il Grêmio non fu brillante come la prima, e dopo aver giocato con Corinthians, Gama, Al Nasr e Mogi Mirim, chiuse la carriera a 32 anni, nel 2003.
Ha all'attivo 168 presenze nel campionato brasiliano di calcio.

### Nazionale
Con la Nazionale brasiliana giocò 2 partite nel 1997, venendo incluso nella rosa dei convocati per la Copa América 1997.

## Statistiche

### Cronologia presenze e reti in nazionale
| Cronologia completa delle presenze e delle reti in nazionale ― Brasile | Cronologia completa delle presenze e delle reti in nazionale ― Brasile | Cronologia completa delle presenze e delle reti in nazionale ― Brasile | Cronologia completa delle presenze e delle reti in nazionale ― Brasile | Cronologia completa delle presenze e delle reti in nazionale ― Brasile | Cronologia completa delle presenze e delle reti in nazionale ― Brasile | Cronologia completa delle presenze e delle reti in nazionale ― Brasile | Cronologia completa delle presenze e delle reti in nazionale ― Brasile |
| Data                                                                   | Città                                                                  | In casa                                                                | Risultato                                                              | Ospiti                                                                 | Competizione                                                           | Reti                                                                   | Note                                                                   |
| ---------------------------------------------------------------------- | ---------------------------------------------------------------------- | ---------------------------------------------------------------------- | ---------------------------------------------------------------------- | ---------------------------------------------------------------------- | ---------------------------------------------------------------------- | ---------------------------------------------------------------------- | ---------------------------------------------------------------------- |
| 3-6-1997                                                               | Lione                                                                  | Francia                                                                | 1 – 1                                                                  | Brasile                                                                | Torneo di Francia                                                      | -                                                                      | 79’                                                                    |
| 29-6-1997                                                              | La Paz                                                                 | Brasile                                                                | 3 – 1                                                                  | Bolivia                                                                | Coppa America 1997 - Finale                                            | -                                                                      | 68’                                                                    |
| Totale                                                                 |                                                                        | Presenze                                                               | 2                                                                      |                                                                        | Reti                                                                   | 0                                                                      |                                                                        |

## Palmarès

### Club

#### Competizioni statali
- Campeonato Carioca: 1

Flamengo: 1991
- Campeonato Gaúcho: 2

Grêmio: 1995, 1996
- Campeonato Paulista: 1

Corinthians: 2001

#### Competizioni nazionali
- Campionato brasiliano: 2

Flamengo: 1992
Grêmio: 1996
- Coppa del Brasile: 2

Grêmio: 1997
Palmeiras: 1998

#### Competizioni internazionali
- Coppa Mercosur: 1

Palmeiras: 1998
- Coppa Libertadores: 2

Grêmio: 1995
Palmeiras: 1999
- Recopa Sudamericana: 1

Grêmio: 1996

### Nazionale
- Coppa America: 1

Bolivia 1997
- Campionato sudamericano di calcio Under-20: 1

1991

### Individuale
- Capocannoniere del campionato brasiliano: 1

1996 (16 gol)
- Bola de Prata: 1

1996